# Whitewater, Kansas
Whitewater är en ort i Butler County i Kansas. Vid 2010 års folkräkning hade Whitewater 718 invånare.